# Dentocorticium
Dentocorticium là một chi nấm thuộc họ Polyporaceae.